# Dryas framptoni
Dryas framptoni är en fjärilsart som beskrevs av Riley 1926. Dryas framptoni ingår i släktet Dryas och familjen praktfjärilar. Inga underarter finns listade i Catalogue of Life.